# 切普赖吉区
切普赖吉区，是匈牙利沃什州的一个区，总面积184.88平方公里，总人口10799人（2007年1月1日），人口密度58.4人/平方公里。中心城市位于Csepreg。

## 辖区
切普赖吉区包含16个市镇。